# A Magyar Kultúra Lovagjai 2019
A Magyar Kultúra Lovagja 2019. évi kitüntetettjei

## Az Egyetemes Kultúra Lovagja
673.	 Thomas Habermann (Bad Neustadt/s, Németország) bajor parlamenti képviselő, „Kulturális örökség ápolásáért és nemzetközi kulturális kapcsolatok fejlesztéséért”
674.	 Slavo Haľama (Rimaszombat, Szlovákia) könyvtervező-grafikus, „Szlovák és magyar kulturális kapcsolatok ápolásáért”
675.	 Dr. Franz Szabad (Bad Neustadt/s, Németország) orvos „A magyar kultúra népszerűsítése és a nemzetközi kapcsolatok fejlesztéséért”
676.	 Prof. Mgr. Vitkayné Kovács Vera (Újvidék, Szerbia) énekművész és énekpedagógus, „A dalkultúra ápolása érdekében kifejtett életművéért”
677.	 Batbayar Zeneemyadar (Ulaanbaatar, Mongólia) nagykövet,  „Mongol és magyar kulturális kapcsolatok fejlesztéséért”

## A Magyar Kultúra Lovagja
678.	 Aulechla József (Kistarcsa) ezredes,  „A honvédség és a társadalom kapcsolatának fejlesztéséért”
679.	 Bálint József (Jenő) faszobrász,  „Települések életminősége fejlesztéséért”
680.	 Becz Ágnes (Szigetszentmiklós) tanárnő, „Pedagógusi életművéért”
681.	 Benedek László (Balogtamási, Szlovákia) fotóművész, barlangkutató, „A magyar kultúra határon túli ápolásáért”
682.	 Böhm András (Zsély, Szlovákia) villamosmérnök, kultúraszervező „A magyar kultúra határon túli ápolásáért”
683.	 Daruka Mihály (Vizsoly) nyomdász,  „A magyar kulturális értékek ápolásáért”
684.	 Deák Péter (Vezseny) tanár,  „A népi hagyományok ápolásáért”
685.	 Farkas Bertalan (Budapest) nyá. tábornok, „A magyar tudomány népszerűsítéséért”
686.	 Farkas József (Budapest) bv. alezredes,  „A közművelődés fejlesztésért”
687.	 Franyó Rudolf  (Pilisszentlászló) író, műfordító, „Közművelődés fejlesztéséért”
688.	 Jóna István (Miskolc) táncoktató – művészetiiskola-alapító,  „A tánckultúra fejlesztéséért”
689.	 Dr. Keszegh Margit (Révkomárom, Szlovákia) ügyvéd,  „A határon túli közművelődés fejlesztése érdekében kifejtett életművéért”
690.	 Kesztyűs Ferenc (Budapest) grafikus-festőművész, „A kortárs képzőművészet fejlesztéséért”
691.	 Kovács Zsuzsánna (Kolozsvár, Románia) ny. mérnök,  „Történelmi események és épített örökség népszerűsítéséért”
692.	 Majthényi László (Egyházashetye) megyei közgyűlés elnöke „A térség kulturális értékeinek ápolásáért”
693.	 Meister Éva (Olthévíz, Románia) színművész, „A színházi kultúra ápolásáért”
694.	 Mónus József (Hajdúnánás) íjkészítő mester, „Hagyományőrző sportteljesítményéért”
695.	 Paor Lilla (Budapest) tanár, előadóművész,  „Közösségi és közszolgálati tevékenységéért”
696.	 Pásztor Csaba (Pered, Szlovákia) vállalkozó,  „A magyar kultúra határon túli ápolásáért”
697.	 Semes-Bogya Eszter (Dunakeszi) faszobrász, dalénekes, népgyógyász,  „Település életminősége fejlesztésért”
698.	 Sepa János (Beregszász, Ukrajna) múzeológus, „A magyar kultúra határon túli ápolásáért”
699.	 Somogyi Dénes (Szomolya) helytörténész, „A település életminősége fejlesztése érdekében kifejtett életművéért”
700.	 Szabados István (Budapest) festőművész, „Az alkotóművészet népszerűsítéséért”
701.	 Szabó M. Attila (Székelyudvarhely, Románia) tanár, „A magyar kultúra határon túli ápolása érdekében kifejtett életművéért”
702.	 Szeifried Zoltán (Kisvárda) grafikus, „A kortárs képzőművészet fejlesztéséért”
703.	 dr. Széles Ottó (Budapest) kohómérnök, „A magyar kultúra ápolásáért”
704.	 Tuzson-Berczeli Péter (Dunakeszi) festőművész, „A kortárs festészet népszerűsítéséért”
705.	 Tüskés Tünde (Budapest) középiskolai tanár, szalmafonó, népi iparművész,„A szalmafonás népszerűsítéséért”
706.	 Varga Miklós (Budapest) énekes, színész, zeneszerző és szövegíró, „A nemzeti identitásterősítő művészeti tevékenységéért”

## Posztumusz A Magyar Kultúra Lovagja
707.	 Igó Aladár (Hanva, Szlovákia) festő, szobrász, „Határon túli magyar alkotóművészet szolgálata érdekében kifejtett életművéért”